# Franz Marischka
Pour les articles homonymes, voir Marischka.
Franz Marischka est un acteur, réalisateur et scénariste autrichien né le 2 juillet 1918 à Unterach am Attersee et décédé le 18 février 2009  à Munich. Il est le fils de Hubert Marischka.

## Filmographie

### Réalisateur
- 1959 : Mikosch agent secret (de) (Mikosch im Geheimdienst)
- 1960 : L'Énigme de l'araignée verte (de) (Das Rätsel der grünen Spinne)
- 1960 : Super Boum 1960 (de) (Schlagerparade 1960)
- 1961 : Super Boum 1961 (de) (Schlagerparade 1961)
- 1961 : Carina ô Rosina ! (de) (Am Sonntag will mein Süsser mit mir segeln gehn)
- 1961 : Filles et Chansons (de) (So liebt und küßt man in Tirol)
- 1962 : L'Étudiant pauvre 1963 (de) (So toll wie anno dazumal)
- 1963 : Sylvie et les Millionnaires (de) (Allotria in Zell am See)
- 1969 : Vive le caporal-infirmier Neumann ! (Ein dreifach Hoch dem Sanitätsgefreiten Neumann)
- 1969 : Der Mann mit dem goldenen Pinsel (de)
- 1970 : Anomalies sexuelles (de) (Abarten der körperlichen Liebe)
- 1971 : St. Pauli Nachrichten : Thema Nr. 1
- 1972 : Les Dragueuses (Laß jucken, Kumpel)
- 1973 : Les Minettes font la queue (Laß jucken, Kumpel 2. Teil – Das Bullenkloster)
- 1973 : Les Allongées (Liebesgrüße aus der Lederhose)
- 1974 : Laß jucken, Kumpel 3. Teil – Maloche, Bier und Bett (de)
- 1974 : Deux Compères sur l'alpage (de) (Liebesgrüße aus der Lederhose 2. Teil: Zwei Kumpel auf der Alm)
- 1974 : Votre plaisir, Mesdames (de) (Die Stoßburg – Wenn nachts die Keuschheitsgürtel klappern)
- 1975 : Der Kumpel läßt das Jucken nicht (de)
- 1975 : Y'en a plein les bottes (de) (Champagner aus dem Knobelbecher)
- 1979 : Excès érotiques au Tyrol (de) (Zum Gasthof der spritzigen Mädchen)
- 1979 : Petites Filles précoces (de) (Zwei Däninnen in Lederhosen)
- 1980 : Der Kurpfuscher und seine fixen Töchter (de)
- 1980 : Trois Tyroliens à Saint-Tropez (Drei Lederhosen in St. Tropez)
- 1981 : Laisse tomber, compère ! (de) (Laß laufen, Kumpel)
- 1982 : Ein dicker Hund (de)
- 1983 : Die unglaublichen Abenteuer des Guru Jakob (de)
- 1983 : Das verrückte Strandhotel (de) ou Dirndljagd am Kilimandscharo
- 1983 : Sunshine Reggae auf Ibiza (de)